# مارسيلو بوستامنتي
مارسيلو بوستامنتي (بالإسبانية: Marcelo Bustamante)‏ (17 فبراير 1980 في الأرجنتين - ) هو لاعب كرة قدم أرجنتيني في مركز الدفاع. لعب مع أرسنال ساراندي وأوليمبو وبانفيلد وفيليز سارسفيلد وسارمينتو دي خونين ونادي أتليتكو للبنين ‏.

## وصلات خارجية
- مارسيلو بوستامنتي على موقع قاعدة بيانات كرة القدم.إي يو (الإنجليزية)
- مارسيلو بوستامنتي على موقع Soccerway.com (الإنجليزية)